# Liste von Burgen, Schlössern und Festungen im Département Vendée
Die Liste von Burgen, Schlössern und Festungen im Département Vendée listet bestehende und abgegangene Anlagen im Département Vendée auf. Das Département zählt zur Region Pays de la Loire in Frankreich.

Wappen des Départements Vendée (85)
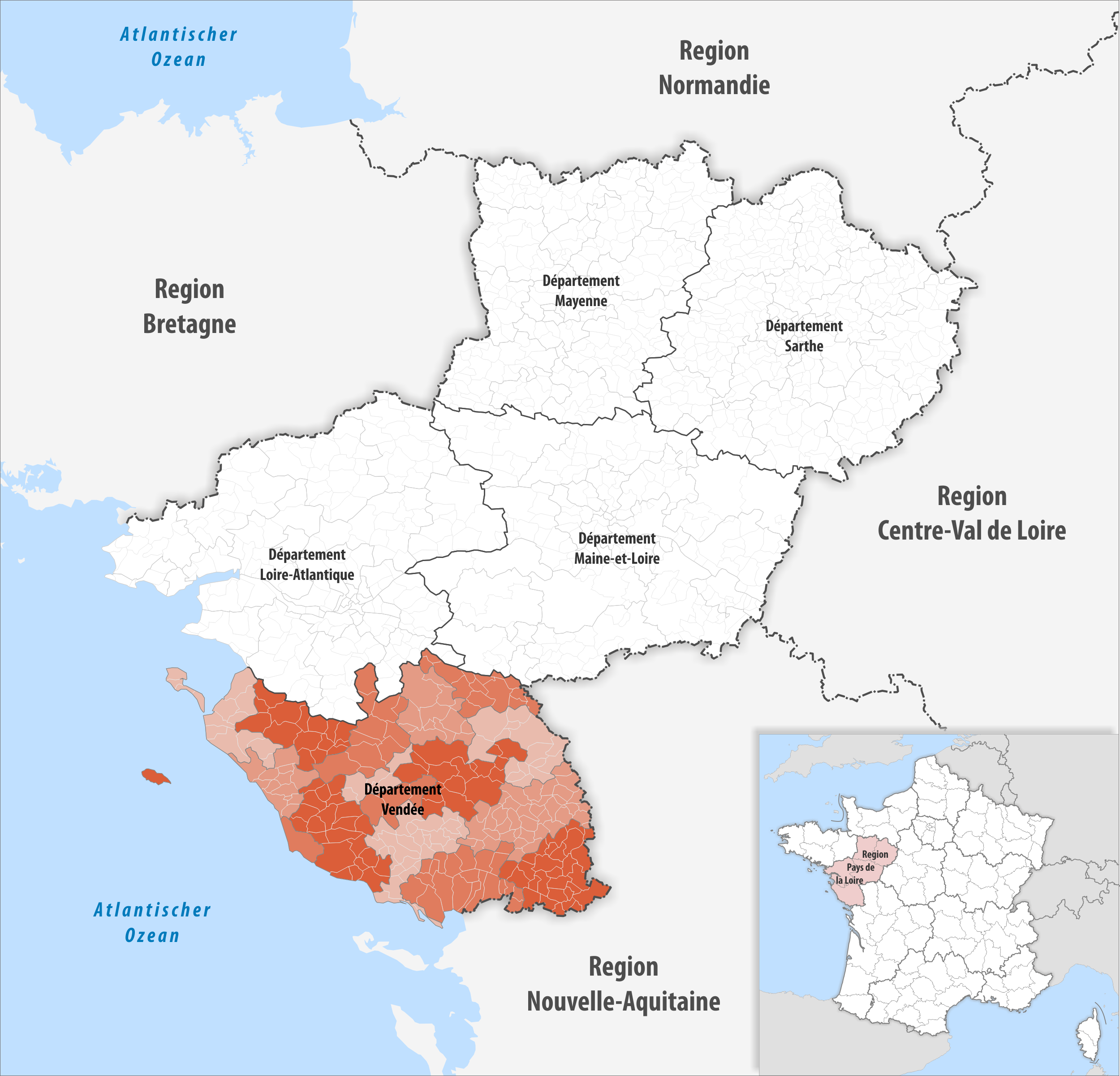
Lage des Départements Vendée in der Region Pays de la Loire
Lage der Region Pays de la Loire in Frankreich

## Liste
Bestand am 15. September 2022: 80
| Name deu / fra                                                   | Gemeinde / Lage                                | Typ (Untertyp)       | Bemerkungen                                                         | Bild |
| ---------------------------------------------------------------- | ---------------------------------------------- | -------------------- | ------------------------------------------------------------------- | ---- |
| Schloss Apremont Château d'Apremont                              | Apremont 46,749668° N, 1,741167° W             | Schloss              |                                                                     |      |
| Burg Ardelay Château d'Ardelay                                   | Les Herbiers 46,85314° N, 1,005319° W          | Burg                 |                                                                     |      |
| Schloss L’Aubraye Château de l'Aubraye                           | La Réorthe 46,593354° N, 1,042297° W           | Schloss              |                                                                     |      |
| Schloss L’Audardière Château de l'Audardière                     | Apremont 46,731974° N, 1,759202° W             | Schloss              |                                                                     |      |
| Schloss L’Auneau Château de L'Auneau                             | Chantonnay                                     | Schloss (Villa)      |                                                                     |      |
| Schloss La Baugisière Château de la Baugisière                   | Saint-Michel-le-Cloucq 46,4835° N, 0,7332° W   | Schloss              |                                                                     |      |
| Burg Bazoges-en-Pareds Donjon de Bazoges-en-Pareds               | Bazoges-en-Pareds 46,656355° N, 0,915062° W    | Burg (Donjon)        |                                                                     |      |
| Schloss Beaumarchais Château de Beaumarchais                     | Bretignolles-sur-Mer 46,652824° N, 1,858106° W | Schloss              |                                                                     |      |
| Schloss Belle-Vue Château de Belle-Vue                           | Sainte-Cécile                                  | Schloss              |                                                                     |      |
| Schloss Bessay Château de Bessay                                 | Bessay                                         | Schloss              |                                                                     |      |
| Herrenhaus Le Bignon Manoir du Bignon                            | Les Herbiers                                   | Schloss (Herrenhaus) |                                                                     |      |
| Schloss Le Boistissandeau Château de Boistissandeau              | Les Herbiers                                   | Schloss              |                                                                     |      |
| Schloss Le Boisniard Château du Boisniard                        | Chambretaud                                    | Schloss              |                                                                     |      |
| Schloss La Bonnelière Château de la Bonnelière                   | Sèvremont                                      | Schloss              |                                                                     |      |
| Schloss La Bonnetière Château de la Bonnetière                   | Saint-Urbain                                   | Schloss              |                                                                     |      |
| Schloss La Boursière Château de la Boursière                     | Venansault                                     | Schloss              |                                                                     |      |
| Schloss Le Breuil Château du Breuil                              | Saint-Denis-la-Chevasse                        | Schloss              |                                                                     |      |
| Schloss La Brunière Château de la Brunière                       | La Chapelle-Hermier                            | Schloss              |                                                                     |      |
| Schloss La Brunière Château de la Brunière                       | Le Givre                                       | Schloss              |                                                                     |      |
| Schloss La Cantaudière Château de la Cantaudière                 | Moutiers-les-Mauxfaits                         | Schloss              |                                                                     |      |
| Schloss La Chabotterie Logis de la Chabotterie                   | Montréverd                                     | Schloss (Logis)      |                                                                     |      |
| Schloss Chassenon Château de Chassenon                           | Xanton-Chassenon                               | Schloss              |                                                                     |      |
| Schloss Chastellier-Barlot Château de Chastellier-Barlot         | Le Poiré-sur-Velluire                          | Schloss              |                                                                     |      |
| Burg Châteaumur Château de Châteaumur                            | Sèvremont                                      | Burg (Donjon)        |                                                                     |      |
| Schloss La Chevallerie Château de la Chevallerie                 | Sainte-Gemme-la-Plaine                         | Schloss              |                                                                     |      |
| Schloss Le Colombier Logis du Colombier                          | Mouchamps                                      | Schloss (Logis)      |                                                                     |      |
| Burg Commequiers Château de Commequiers                          | Commequiers                                    | Burg                 | Ruine                                                               |      |
| Schloss La Court-d’Aron Château de la Court-d'Aron               | Saint-Cyr-en-Talmondais                        | Schloss              |                                                                     |      |
| Schloss Doix Château de Doix                                     | Doix lès Fontaines                             | Schloss              |                                                                     |      |
| Schloss L’Échasserie Château de l'Échasserie                     | La Bruffière                                   | Schloss              |                                                                     |      |
| Burg Les Essarts Vieux-Château des Essarts                       | Essarts-en-Bocage                              | Burg                 | Ruine                                                               |      |
| Schloss Les Essarts Château des Essarts                          | Essarts-en-Bocage                              | Schloss              | Erbaut im 19. Jahrhundert, befindet sich neben der oberen Burgruine |      |
| Schloss L’Étenduère Château de l'Étenduère                       | Les Herbiers                                   | Schloss              | Ruine                                                               |      |
| Schloss Le Fief-Milon Château du Fief-Milon                      | Le Boupère                                     | Schloss              |                                                                     |      |
| Schloss La Flocellière Château de la Flocellière                 | Sèvremont                                      | Schloss              |                                                                     |      |
| Schloss Fonteclose Château de Fonteclose                         | La Garnache                                    | Schloss              |                                                                     |      |
| Burg La Garnache Château de La Garnache                          | La Garnache                                    | Burg                 | Ruine                                                               |      |
| Schloss Les Granges-Cathus Château des Granges-Cathus            | Talmont-Saint-Hilaire                          | Schloss              |                                                                     |      |
| Burg La Grève Château de la Grève                                | Saint-Martin-des-Noyers                        | Burg                 |                                                                     |      |
| Schloss Le Gué-Sainte-Flaive Château du Gué-Sainte-Flaive        | Sainte-Flaive-des-Loups                        | Schloss (Logis)      |                                                                     |      |
| Schloss La Guignardière Château de la Guignardière               | Avrillé                                        | Schloss              |                                                                     |      |
| Schloss Les Herbiers Château des Herbiers                        | Les Herbiers                                   | Schloss              |                                                                     |      |
| Schloss L’Hermenault Château de L'Hermenault                     | L’Hermenault                                   | Schloss              |                                                                     |      |
| Schloss Les Hermitans Château des Hermitans                      | Venansault                                     | Schloss              |                                                                     |      |
| Burg Île-d’Yeu Vieux Château de L'Île-d'Yeu                      | Île d’Yeu                                      | Burg                 | Ruine                                                               |      |
| Schloss Landebaudière Château de Landebaudière                   | La Gaubretière                                 | Schloss              |                                                                     |      |
| Schloss Le Landreau Château du Landreau                          | Les Herbiers                                   | Schloss              |                                                                     |      |
| Schloss La Marronnière Château de la Marronnière                 | Aizenay                                        | Schloss              |                                                                     |      |
| Schloss Masson Château Masson                                    | Mouchamps                                      | Schloss              |                                                                     |      |
| Turm Mélusine Tour Mélusine                                      | Vouvant                                        | Burg (Turm)          |                                                                     |      |
| Schloss La Métaire Château de la Métaire                         | Le Poiré-sur-Vie                               | Schloss              |                                                                     |      |
| Schloss Monbail Château de Monbail                               | Venansault                                     | Schloss              |                                                                     |      |
| Burg Montaigu Château de Montaigu                                | Montaigu-Vendée                                | Burg                 | Ruine                                                               |      |
| Turm Moricq Tour de Moricq                                       | Angles                                         | Burg (Turm)          |                                                                     |      |
| Burg Noirmoutier Château de Noirmoutier                          | Noirmoutier-en-l’Île                           | Burg                 |                                                                     |      |
| Schloss Palluau Château de Palluau                               | Palluau                                        | Schloss              | Ruine                                                               |      |
| Schloss Le Parc-Soubise Château du Parc-Soubise                  | Mouchamps                                      | Schloss              |                                                                     |      |
| Schloss La Pélissonnière Château de la Pélissonnière             | Le Boupère                                     | Schloss              |                                                                     |      |
| Schloss Pierre-Levée Château de Pierre-Levée                     | Olonne-sur-Mer                                 | Schloss              |                                                                     |      |
| Herrenhaus Ponsay Manoir de Ponsay                               | Chantonnay                                     | Schloss (Herrenhaus) |                                                                     |      |
| Schloss Le Pont-de-Vie Château du Pont-de-Vie                    | Le Poiré-sur-Vie                               | Schloss              |                                                                     |      |
| Burg Pouzauges Château de Pouzauges                              | Pouzauges                                      | Burg                 | Ruine                                                               |      |
| Schloss La Preuille Château de la Preuille                       | Saint-Hilaire-de-Loulay                        | Schloss              |                                                                     |      |
| Burg Puy du Fou Premier château de Puy du Fou                    | Les Epesses                                    | Schloss              | Ruine                                                               |      |
| Schloss Le Puy du Fou Château du Puy du Fou                      | Les Epesses                                    | Schloss              |                                                                     |      |
| Schloss La Rabatelière Château de La Rabatelière                 | La Rabatelière                                 | Schloss              |                                                                     |      |
| Schloss Les Roches-Baritaud Château des Roches-Baritaud          | Saint-Germain-de-Prinçay                       | Schloss              |                                                                     |      |
| Burg Saint-Mesmin Château de Saint-Mesmin                        | Saint-André-sur-Sèvre                          | Burg                 |                                                                     |      |
| Schloss Saint-Michel-le-Cloucq Château de Saint-Michel-le-Cloucq | Saint-Michel-le-Cloucq                         | Schloss              |                                                                     |      |
| Schloss Sainte-Hermine Château de Sainte-Hermine                 | Sainte-Hermine                                 | Schloss              |                                                                     |      |
| Schloss Sigournais Château de Sigournais                         | Sigournais                                     | Schloss              |                                                                     |      |
| Schloss Talmont Château de Talmont                               | Talmont-Saint-Hilaire                          | Schloss              |                                                                     |      |
| Schloss Terre-Neuve Château de Terre-Neuve                       | Fontenay-le-Comte                              | Schloss              |                                                                     |      |
| Burg Tiffauges Château de Tiffauges                              | Tiffauges                                      | Burg                 | Ruine                                                               |      |
| Schloss Le Veillon Château du Veillon                            | Talmont-Saint-Hilaire                          | Schloss              |                                                                     |      |
| Schloss Vendrennes Château de Vendrennes                         | Vendrennes                                     | Schloss              |                                                                     |      |
| Schloss La Véquière Château de la Véquière                       | Saint-Avaugourd-des-Landes                     | Schloss              |                                                                     |      |
| Burg Le Verger Castel du Verger                                  | Saint-Christophe-du-Ligneron                   | Burg (Castel)        |                                                                     |      |
| Schloss La Vérie Château de la Vérie                             | Challans                                       | Schloss              |                                                                     |      |
| Schloss Les Voureuils Château des Voureuils                      | Chasnais                                       | Schloss              |                                                                     |      |